# Orange Walk United FC
Orange Walk United Football Club – nieistniejący już belizeński klub piłkarski z siedzibą w mieście Orange Walk, stolicy dystryktu Orange Walk. Funkcjonował w 2011 roku. Domowe mecze rozgrywał na obiekcie Orange Walk People’s Stadium.

## Historia
Klub został założony w 2011 roku i od razu przystąpił do alternatywnej, ogólnokrajowej ligi Super League of Belize, nieadministrowanej przez Belizeński Związek Piłki Nożnej. Rozegrał w niej tylko jeden sezon (2011), po czym liga została rozwiązana, a klub zakończył swoją działalność.

## Trenerzy
- Raul Rosado (2011)[3]
- Jorge Nunes (2011)[4]